# Masjoemi
Masjoemi, in latere Indonesische spelling Masyumi (afkorting van Majelis Syuro Muslimin Indonesia, letterlijk "Vergadering van Indonesische Moslimraden"), was een islamitische politieke partij in Indonesië.

## Geschiedenis
Masjoemi werd opgericht op 24 oktober 1943 door de Japanse bezetter van Nederlands-Indië, in een poging om de islam in de archipel onder controle te krijgen. Gauw na de Indonesische onafhankelijkheidsverklaring op 17 augustus 1945 werd op 30 oktober 1945 de oprichting van politieke partijen toegestaan door het Centraal Indonesisch Nationaal Comité (KNIP). Enkele dagen later, op 7 november 1945, werd Masjoemi 'heropgericht' als politieke partij. Net als andere partijen zoals de Socialistische Partij en de PNI was de Masjoemi een nationalistische partij, met als verschil dat Masjoemi zich richtte op een staat op basis van islamitische idealen. Daarbij was Masjoemi sterk anti-communistisch.
Tijdens de Indonesische Onafhankelijkheidsoorlog hadden Masjoemi-politici verschillende hoge functies. Zo leverde de partij ministers in de kabinetten Sjahrir I, II en III, Amir Sjarifoeddin II, en Hatta I en II. De bekendste leiders bij de partij in deze periode waren Muhammad Natsir en Sjafruddin Prawiranegara. Deze laatste was van 19 december 1948 tot 13 juli 1949, toen president Soekarno en vicepresident/premier Hatta door de Nederlanders waren opgepakt, ook hoofd van het Kabinet Darurat ("noodkabinet"). Ook Wahid Hasjim, meermaals minister van godsdienst, was lid van Masjoemi.
Na de soevereiniteitsoverdracht en de korte periode van de Verenigde Staten van Indonesië was Masjoemi in 1950 de grootste politieke partij van Indonesië. Na oprichting van het Indonesische parlement, de Volksvertegenwoordigingsraad, kreeg Masjoemi het grootste aantal zetels. Muhammad Natsir werd gevraagd een kabinet te vormen: het kabinet-Natsir. Ondertussen was er binnen de partij een tweedeling ontstaan tussen de aanhangers van Natsir (de Muhammadiyah-stroming) en de aanhangers van Soekiman Wirjosandjojo (de Nahdlatul Ulama-stroming). Het kort zittende kabinet-Natsir werd opgevolgd door een eveneens kort zittend kabinet-Soekiman-Suwirjo (geleid door Soekiman Wirjosandjojo). Hierna splitste de partij, toen de Nahdlatul Ulama besloot een eigen partij op te richten.
Bij de parlementsverkiezingen van 1955 werd Masjoemi de tweede partij van het land met 20,9% van de stemmen. Masjoemi was nu vooral populair in de meer modernistische islamitische regio's (traditioneel volgers van Muhammadiyah), zoals Atjeh en West-Sumatra.
In deze periode brak de rebellie van de Revolutionaire Overheid van de Republiek Indonesië op Sumatra uit. In november 1957 sloten Masjoemi-leiders waaronder Natsir, Sjafruddin Prawiranegara en Burhanuddin Harahap zich hierbij aan. Dit zorgde voor een ernstige beschadiging van het imago van Masjoemi. President Soekarno ging in 1960 over tot het verbieden van politieke partijen die een ideologie hadden die tegen de Indonesische staat in ging. Hieronder viel ook Masjoemi, en op 17 augustus 1960 werd de partij verboden. Verschillende Masjoemi-leiders werden later gevangengenomen.

### Verkiezingsresultaten
| Jaar                | Stemmen   | Percentage | Zetels    |
| ------------------- | --------- | ---------- | --------- |
| 1955 (DPR)          | 7.903.886 | 20,92%     | 57 / 257  |
| 1955 (Konstituante) | 7.789.619 | 20,59%     | 112 / 514 |

## Na Masjoemi
Na het verbod op Masjoemi werd nog meermaals geprobeerd een nieuwe vergelijkbare partij op te richten. De "Moslimpartij Indonesië" (Parmusi) deed mee aan de verkiezingen van 1971, maar werd net als andere islamitische partijen in 1973 onder druk van president Soeharto samengevoegd in de Verenigde Ontwikkelingspartij (PPP). Sinds de Reformasi (1998) zijn weer nieuwe partijen toegestaan. Masjoemi-aanhangers besloten uiteindelijk om de naam niet opnieuw te gebruiken, maar de Partai Bulan Bintang ("Maan en Ster-partij") op te richten.